# 金沢都市圏
金沢都市圏（かなざわとしけん）とは、石川県金沢市を中心市とする都市圏のこと。域内総生産は約2兆7845億円。

## 定義
一般的な都市圏の定義については都市圏を参照

### 都市圏（国土交通省による定義）
- 金沢都市圏
- 人口：約109万人（2005年国勢調査基準）

### 都市圏（総務省による定義）
- 設定されていない。
- 仮に金沢市を中心都市として2005年国勢調査に基づき私算すると、約105万人となる[3]（2005年国勢調査基準）

### 地方生活圏（国土交通省による定義）
- 加賀地方生活圏[4]
- 人口：約95万人（2005年国勢調査基準）

### 都市雇用圏
2010年国勢調査の基準では金沢市を中心市とする4市4町で構成され、2015年の人口は747,780人である。
都市雇用圏（10% 通勤圏）の変遷
- 都市雇用圏を構成しない地方公共団体は、各統計年の欄で灰色かつ「-」で示す。
- ★：ご当地ナンバー制度で「金沢ナンバー」となった市町村。

| 地方公共団体 ('80) | 1980年                 | 1990年                 | 1995年                 | 2000年                 | 2005年                 | 2010年                 | 2015年                 | 地方公共団体 （現在） |
| ------------------ | ---------------------- | ---------------------- | ---------------------- | ---------------------- | ---------------------- | ---------------------- | ---------------------- | --------------------- |
| 加賀市             | -                      | -                      | -                      | -                      | 小松 都市圏 23万1273人 | 小松 都市圏 22万9000人 | 小松 都市圏 22万2986人 | 加賀市                |
| 山中町             | -                      | -                      | -                      | -                      | 小松 都市圏 23万1273人 | 小松 都市圏 22万9000人 | 小松 都市圏 22万2986人 | 加賀市                |
| 小松市             | 小松 都市圏 14万1582人 | 小松 都市圏 13万4238人 | 小松 都市圏 13万6881人 | 小松 都市圏 13万8908人 | 小松 都市圏 23万1273人 | 小松 都市圏 22万9000人 | 小松 都市圏 22万2986人 | 小松市                |
| 寺井町             | 小松 都市圏 14万1582人 | 小松 都市圏 13万4238人 | 小松 都市圏 13万6881人 | 小松 都市圏 13万8908人 | 小松 都市圏 23万1273人 | 小松 都市圏 22万9000人 | 小松 都市圏 22万2986人 | 能美市                |
| 根上町             | 小松 都市圏 14万1582人 | 小松 都市圏 13万4238人 | 小松 都市圏 13万6881人 | 小松 都市圏 13万8908人 | 小松 都市圏 23万1273人 | 小松 都市圏 22万9000人 | 小松 都市圏 22万2986人 | 能美市                |
| 辰口町             | 小松 都市圏 14万1582人 | 金沢 都市圏 69万4916人 | 金沢 都市圏 72万3866人 | 金沢 都市圏 73万2467人 | 小松 都市圏 23万1273人 | 小松 都市圏 22万9000人 | 小松 都市圏 22万2986人 | 能美市                |
| 志雄町             | 金沢 都市圏 62万6523人 | 金沢 都市圏 69万4916人 | 金沢 都市圏 72万3866人 | 金沢 都市圏 73万2467人 | 金沢 都市圏 73万0402人 | 金沢 都市圏 74万3647人 | 金沢 都市圏 74万7780人 | 宝達志水町            |
| 押水町             | 金沢 都市圏 62万6523人 | 金沢 都市圏 69万4916人 | 金沢 都市圏 72万3866人 | 金沢 都市圏 73万2467人 | 金沢 都市圏 73万0402人 | 金沢 都市圏 74万3647人 | 金沢 都市圏 74万7780人 | 宝達志水町            |
| 高松町             | 金沢 都市圏 62万6523人 | 金沢 都市圏 69万4916人 | 金沢 都市圏 72万3866人 | 金沢 都市圏 73万2467人 | 金沢 都市圏 73万0402人 | 金沢 都市圏 74万3647人 | 金沢 都市圏 74万7780人 | かほく市（★）         |
| 宇ノ気町           | 金沢 都市圏 62万6523人 | 金沢 都市圏 69万4916人 | 金沢 都市圏 72万3866人 | 金沢 都市圏 73万2467人 | 金沢 都市圏 73万0402人 | 金沢 都市圏 74万3647人 | 金沢 都市圏 74万7780人 | かほく市（★）         |
| 七塚町             | 金沢 都市圏 62万6523人 | 金沢 都市圏 69万4916人 | 金沢 都市圏 72万3866人 | 金沢 都市圏 73万2467人 | 金沢 都市圏 73万0402人 | 金沢 都市圏 74万3647人 | 金沢 都市圏 74万7780人 | かほく市（★）         |
| 津幡町             | 金沢 都市圏 62万6523人 | 金沢 都市圏 69万4916人 | 金沢 都市圏 72万3866人 | 金沢 都市圏 73万2467人 | 金沢 都市圏 73万0402人 | 金沢 都市圏 74万3647人 | 金沢 都市圏 74万7780人 | 津幡町（★）           |
| 内灘町             | 金沢 都市圏 62万6523人 | 金沢 都市圏 69万4916人 | 金沢 都市圏 72万3866人 | 金沢 都市圏 73万2467人 | 金沢 都市圏 73万0402人 | 金沢 都市圏 74万3647人 | 金沢 都市圏 74万7780人 | 内灘町（★）           |
| 金沢市             | 金沢 都市圏 62万6523人 | 金沢 都市圏 69万4916人 | 金沢 都市圏 72万3866人 | 金沢 都市圏 73万2467人 | 金沢 都市圏 73万0402人 | 金沢 都市圏 74万3647人 | 金沢 都市圏 74万7780人 | 金沢市（★）           |
| 野々市町           | 金沢 都市圏 62万6523人 | 金沢 都市圏 69万4916人 | 金沢 都市圏 72万3866人 | 金沢 都市圏 73万2467人 | 金沢 都市圏 73万0402人 | 金沢 都市圏 74万3647人 | 金沢 都市圏 74万7780人 | 野々市市              |
| 川北町             | 金沢 都市圏 62万6523人 | 金沢 都市圏 69万4916人 | 金沢 都市圏 72万3866人 | 金沢 都市圏 73万2467人 | 金沢 都市圏 73万0402人 | 金沢 都市圏 74万3647人 | 金沢 都市圏 74万7780人 | 川北町                |
| 松任市             | 金沢 都市圏 62万6523人 | 金沢 都市圏 69万4916人 | 金沢 都市圏 72万3866人 | 金沢 都市圏 73万2467人 | 金沢 都市圏 73万0402人 | 金沢 都市圏 74万3647人 | 金沢 都市圏 74万7780人 | 白山市                |
| 美川町             | 金沢 都市圏 62万6523人 | 金沢 都市圏 69万4916人 | 金沢 都市圏 72万3866人 | 金沢 都市圏 73万2467人 | 金沢 都市圏 73万0402人 | 金沢 都市圏 74万3647人 | 金沢 都市圏 74万7780人 | 白山市                |
| 鶴来町             | 金沢 都市圏 62万6523人 | 金沢 都市圏 69万4916人 | 金沢 都市圏 72万3866人 | 金沢 都市圏 73万2467人 | 金沢 都市圏 73万0402人 | 金沢 都市圏 74万3647人 | 金沢 都市圏 74万7780人 | 白山市                |
| 河内村             | 金沢 都市圏 62万6523人 | 金沢 都市圏 69万4916人 | 金沢 都市圏 72万3866人 | 金沢 都市圏 73万2467人 | 金沢 都市圏 73万0402人 | 金沢 都市圏 74万3647人 | 金沢 都市圏 74万7780人 | 白山市                |
| 鳥越村             | 金沢 都市圏 62万6523人 | 金沢 都市圏 69万4916人 | 金沢 都市圏 72万3866人 | 金沢 都市圏 73万2467人 | 金沢 都市圏 73万0402人 | 金沢 都市圏 74万3647人 | 金沢 都市圏 74万7780人 | 白山市                |
| 吉野谷村           | -                      | 金沢 都市圏 69万4916人 | 金沢 都市圏 72万3866人 | -                      | 金沢 都市圏 73万0402人 | 金沢 都市圏 74万3647人 | 金沢 都市圏 74万7780人 | 白山市                |
| 尾口村             | -                      | -                      | -                      | -                      | 金沢 都市圏 73万0402人 | 金沢 都市圏 74万3647人 | 金沢 都市圏 74万7780人 | 白山市                |
| 白峰村             | -                      | -                      | -                      | -                      | 金沢 都市圏 73万0402人 | 金沢 都市圏 74万3647人 | 金沢 都市圏 74万7780人 | 白山市                |

- 2004年3月1日：河北郡高松町、同郡宇ノ気町及び同郡七塚町を廃し、その区域をもってかほく市を設置する。
- 2005年2月1日：松任市、石川郡美川町、同郡鶴来町、同郡河内村、同郡鳥越村、同郡吉野谷村、同郡尾口村及び同郡白峰村を廃し、その区域をもって白山市を設置する。
- 2005年2月1日：能美郡根上町、同郡寺井町及び同郡辰口町を廃し、その区域をもって能美市を設置する。
- 2005年3月1日：羽咋郡志雄町及び同郡押水町を廃し、その区域をもって同郡宝達志水町を設置する。
- 2011年11月11日：石川郡野々市町を野々市市とする。

### 連携中枢都市圏（総務省による制度）
- 石川中央都市圏
- 金沢市、白山市、かほく市、野々市市、津幡町、内灘町の4市2町で形成する。